# Bengt Afzelius
Bengt Adam Afzelius, född den 14 oktober 1873 i Hjärtums församling, Göteborgs och Bohus län, död den 4 mars 1943 i Stockholm, var en svensk ingenjör. Han var brorson till Anders Johan Afzelius och bror till Lars Peter Afzelius.

## Biografi
Afzelius utexaminerades från Tekniska högskolans avdelning för mekanik 1896, kom efter praktik till Sandvikens järnverk 1901, där han innehade olika chefsposter fram till 1923, då han utnämndes till professor i värmeteknik och maskinlära vid Tekniska högskolan. Afzelius blev emeritus 1938 men upprätthöll även fortsättningsvis under några år professuren. Han var även starkt engagerad i svenska skarpskytterörelsen. Afzelius blev riddare av Nordstjärneorden 1932.